# Richard Stoop
Richard Stoop (ur. 30 lipca 1920 roku w Uckfield, zm. 19 maja 1968 roku w Croft-on-Tees) – brytyjski kierowca wyścigowy.

## Kariera
W wyścigach samochodowych Stoop poświęcił się głównie startom zaliczanym do klasyfikacji Mistrzostw Świata Samochodów Sportowych. W latach 1950-1952, 1955-1961 Brytyjczyk pojawiał się w stawce 24-godzinnego wyścigu Le Mans. W pierwszym sezonie startów odniósł zwycięstwo w klasie S 2.0, a w klasyfikacji generalnej był dziewiąty. Osiem lat później stawał na drugim stopniu podium w klasie S 2.0. Sukces ten powtórzył rok później w klasie GT 2.0. Poza tym startował także w Tourist Trophy, Formuła 2 Lavant Cup oraz Formuła 2 Coupe du Salon.